# NGC 5720
NGC 5720 је спирална галаксија у сазвежђу Волар која се налази на NGC листи објеката дубоког неба.
Деклинација објекта је + 50° 48' 55" а ректасцензија 14h 38m 33,2s. Привидна величина (магнитуда) објекта NGC 5720 износи 13,9 а фотографска магнитуда 14,7. NGC 5720 је још познат и под ознакама UGC 9439, MCG 9-24-25, CGCG 273-17, PGC 52328.